# Strasbourg
Strasbourg (tysk: Straßburg) er hovedstad og vigtigste by i Alsaceprovincen i det nordøstlige Frankrig, tæt på grænsen til Tyskland (Baden-Württemberg). Byen blev fransk i 1681, tysk 1870-1919 og  igen i Nazi-Tyskland under Anden Verdenskrig 1940-44. Den tyske digter Johann Wolfgang von Goethe studerede på universitetet i Strassburg. Det har han beskrevet i sine erindringer, Digt og Sandhed. Strasbourg er en gammel by, som stammer fra romertiden, hvor den blev grundlagt af kejser Augustus under navnet Argentoratum. Endnu den 14. februar 841 huskede man byens oprindelige, latinske navn, selv om man bedre kendte det germanske.
Byens vartegn er den gotiske domkirke fra 1439 i lyserød sandsten, der med sit karakteristiske ene tvillingetårn kan ses fra lang afstand. Det andet tårn blev ikke færdigbygget efter de oprindelige tegninger, selvom det i 1800-tallet var på tale. Hele byens historiske bykerne, der er præget af velholdte bindingsværkshuse i typisk fire etager og idylliske kanaler til Rhinen, er af UNESCO erklæret en del af verdens kulturarv.
Byen har i dag 272.767 indbyggere, mens stor-Strasbourg har 767.000 indbyggere (1.145.000 hvis man tæller indbyggerne på den tyske side af grænsen med). Europaparlamentet holder til i byen en uge om måneden (og ellers i Bruxelles). Strasbourg huser også Europarådet, Den Europæiske Menneskerettighedsdomstol og den franske forvaltningsskole ENA.

## Geografi

### Klima
| By                   | Solskinstimer · (t/år) | Regn · (mm/år) | Sne · (d/år) | Torden · (d/år) | Tåge · (d/år) |
| -------------------- | ---------------------- | -------------- | ------------ | --------------- | ------------- |
| Nationale gennemsnit | 1.973                  | 770            | 14           | 22              | 40            |
| Strasbourg           | 1.633                  | 632            | 30           | 29              | 56            |
| Paris                | 1.630                  | 642            | 15           | 19              | 13            |
| Nice                 | 2.668                  | 767            | 1            | 31              | 1             |
| Brest                | 1.492                  | 1.109          | 9            | 11              | 74            |

## Transport
Strasbourg har sin egen lufthavn med både indenrigsruter og ruter til Europa og Nordafrika.
Byen har fine togforbindelser, der udgår fra banegården, Gare de Strasbourg. Der er forbindelse østpå til Offenburg og Karlsruhe i Tyskland, vestpå til Metz og Paris med Paris-Strasbourg Jernbanen og sydover til Basel i Schweiz. Den 10. juni 2007 åbnede første del af hurtigtogslinien til Paris.
Strasbourg har en velfungerende letbane, som har været i drift siden 1994 og består af seks linjer. Det afløste sporvogne, som blev taget i brug i 1878, men været ude af drift siden 1960.

## Uddannelse
- École nationale supérieure d'informatique pour l'industrie et l'entreprise
- École pour l'informatique et les nouvelles technologies
- École pour l'informatique et les techniques avancées
- EM Strasbourg Business School
- ISEG Marketing & Communication School
- ISG Programme Business & Management
- Web@cademie

## Ekstern henvisning
- Wikimedia Commons har flere filer relateret til Strasbourg
- Strasbourg Arkiveret 17. juli 2003 hos  Wayback Machine